# Château de Boury
Pour les articles homonymes, voir Boury.
 (février 2013).
Si vous disposez d'ouvrages ou d'articles de référence ou si vous connaissez des sites web de qualité traitant du thème abordé ici, merci de compléter l'article en donnant les références utiles à sa vérifiabilité et en les liant à la section « Notes et références ».
Le château de Boury est situé sur la commune de Boury-en-Vexin, dans le département français de l'Oise, dans les Hauts-de-France.
Il occupe sur un terrain plat, jadis position stratégique côté français aux confins du Vexin français, du Vexin normand (proximité de la ville normande de Gisors) et de la Picardie. Le château, son parc et ses annexes sont classés au titre des monuments historiques depuis 1931.

## Localisation
Le château est situé en France, dans la région Hauts-de-France et dans le département de l'Oise, sur la commune de Boury-en-Vexin, près de la RD 6 au centre du village.

## Historique
Mis à part quelques interruptions, la seigneurie de Boury est restée depuis le XIe siècle dans la descendance du premier seigneur connu.
Le château avec ses façades et toitures et la chapelle attenante ; les anciennes écuries situées à l'entrée du domaine et dans le parc ; le parc ; un bâtiment situé dans le parc comprenant l'orangerie, la buanderie et le colombier ; et la fontaine-abreuvoir ont été classés monument historique par arrêté du 18 juin 1931.
Le jardin d'agrément est dû à André Le Nôtre.

## Description

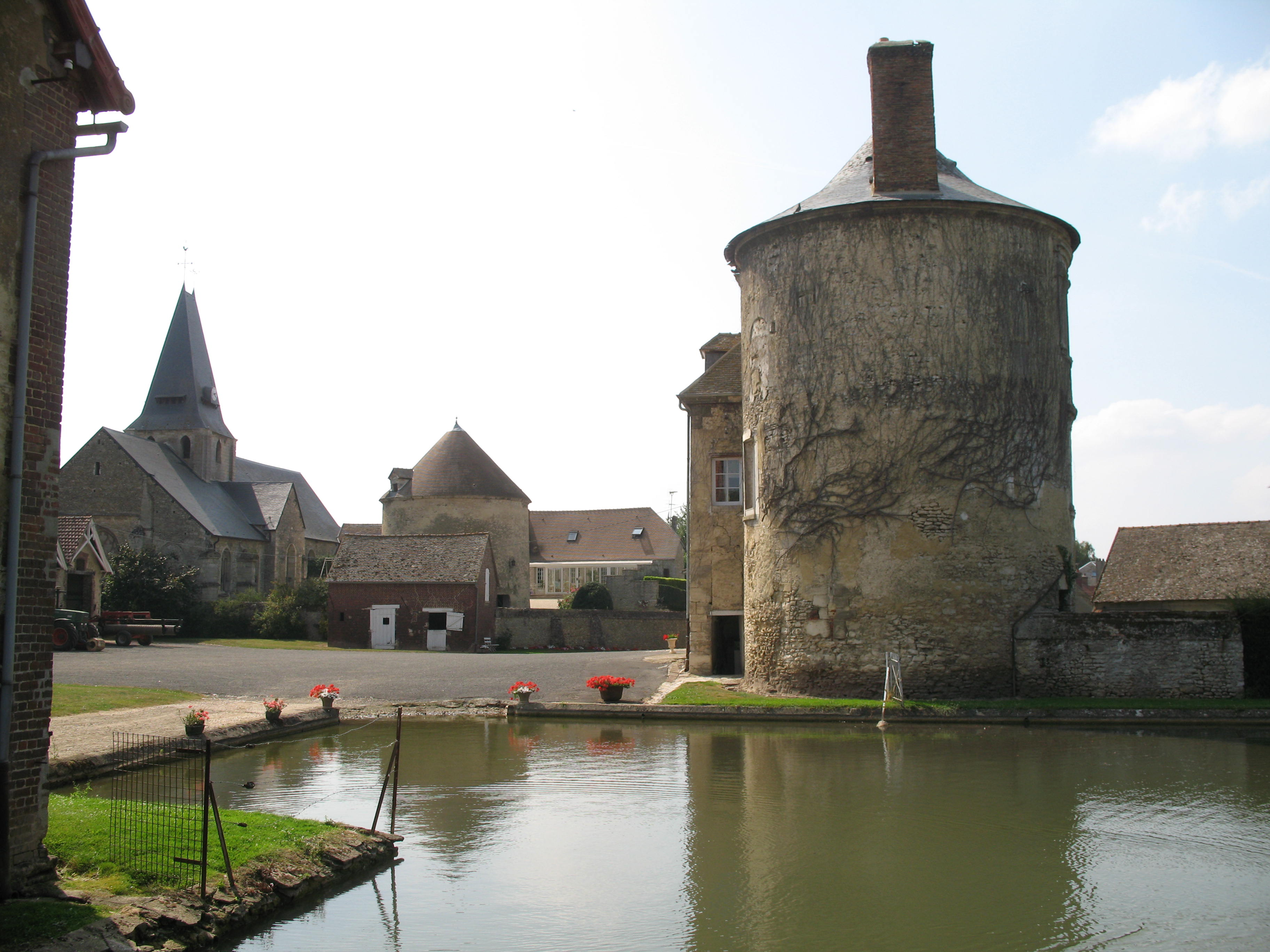
Restes de l'ancien château.

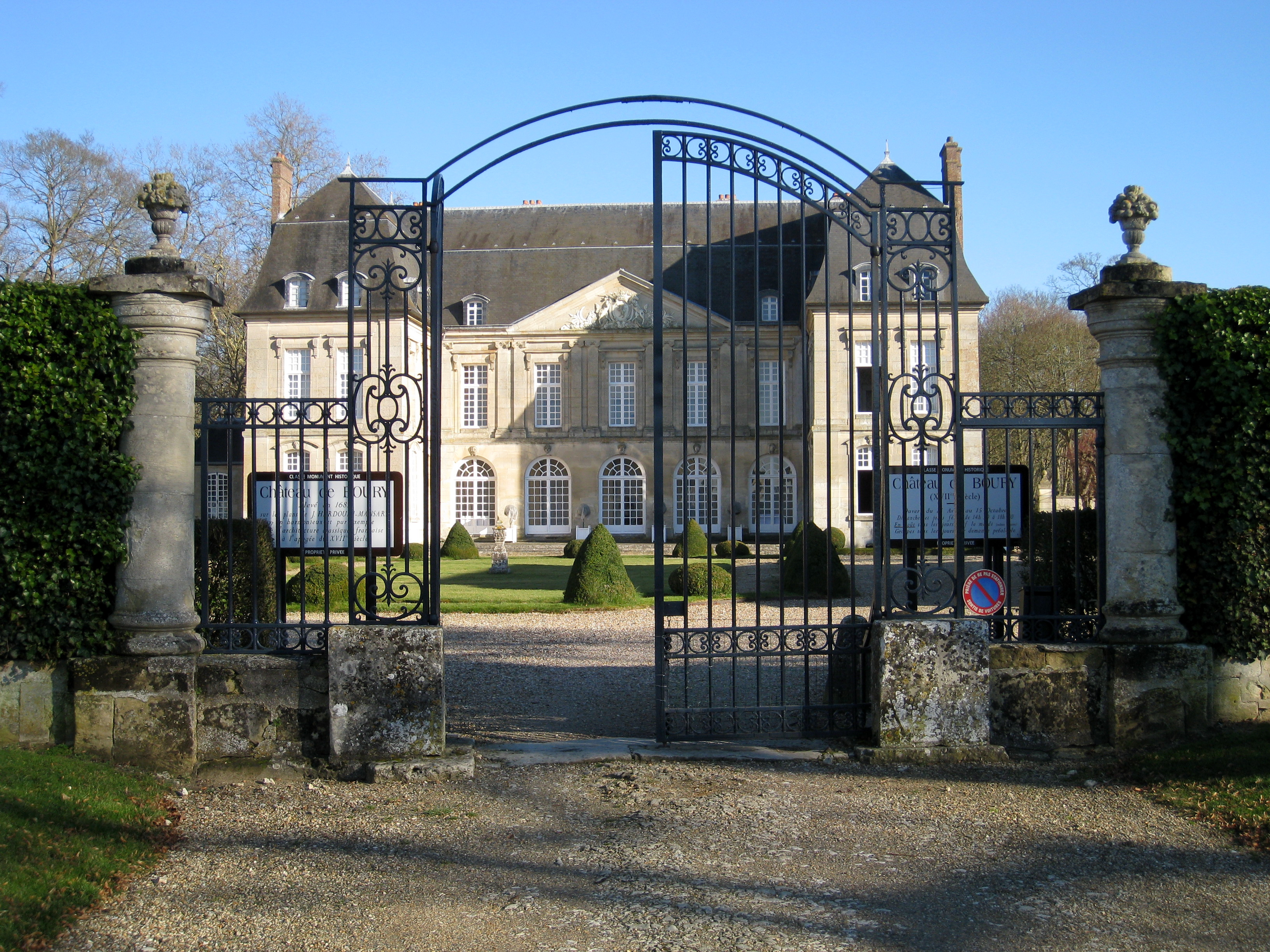
Le château actuel.

Un premier château, dont il subsiste encore une tour ronde et un colombier dans la cour d'une ferme voisine, a été construit au XIe siècle.
Le château actuel est une demeure de plaisance dont les plans ont été établis par Jules Hardouin-Mansart. L'ornementation des façades est confiée au sculpteur Michel Poissant. La cour d'honneur est bordée au nord par une orangerie et au sud par des communs. Une galerie donne accès aux différentes pièces composant le rez-de-chaussée et à deux escaliers latéraux[réf. nécessaire].

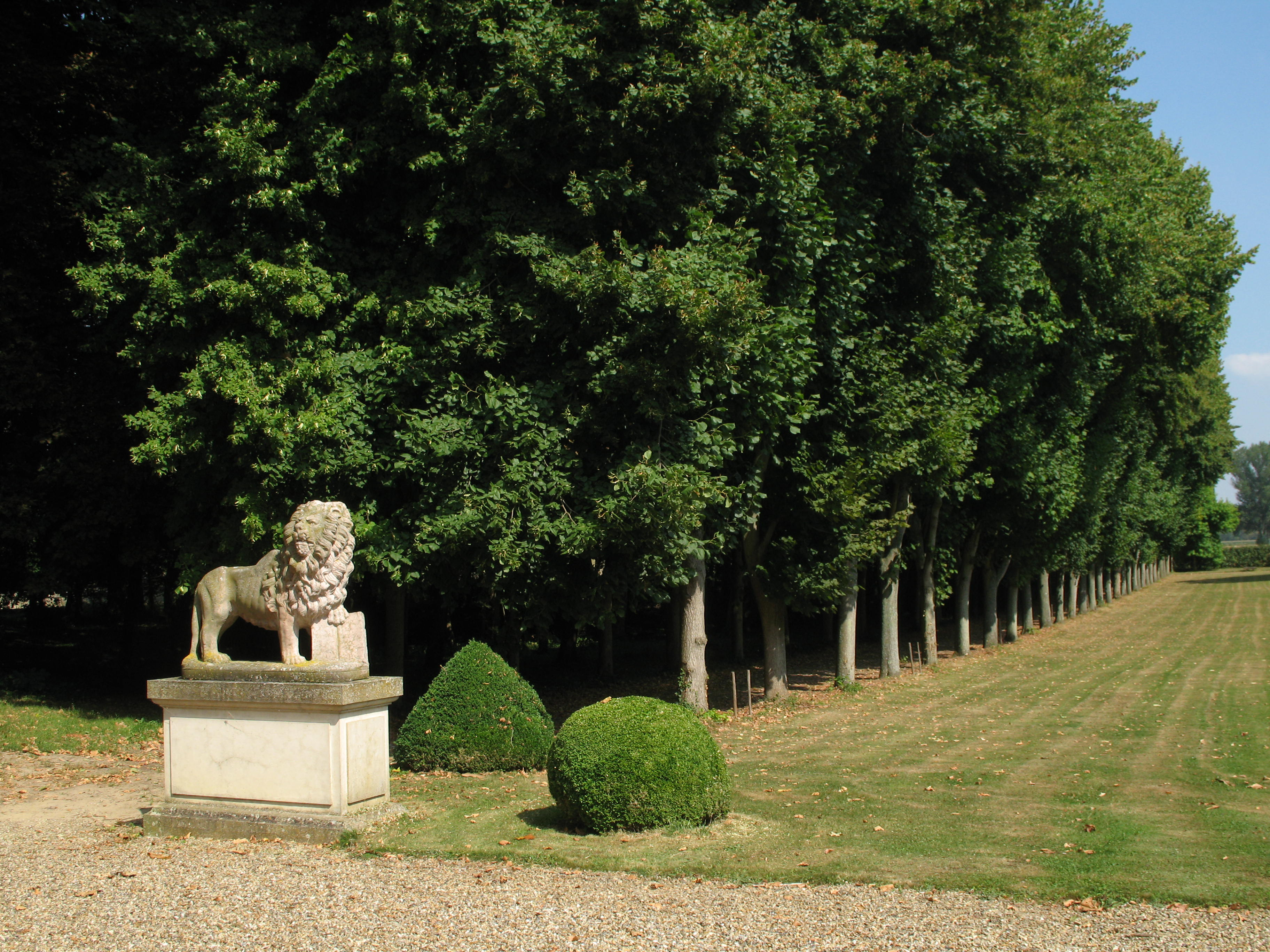
Le parc
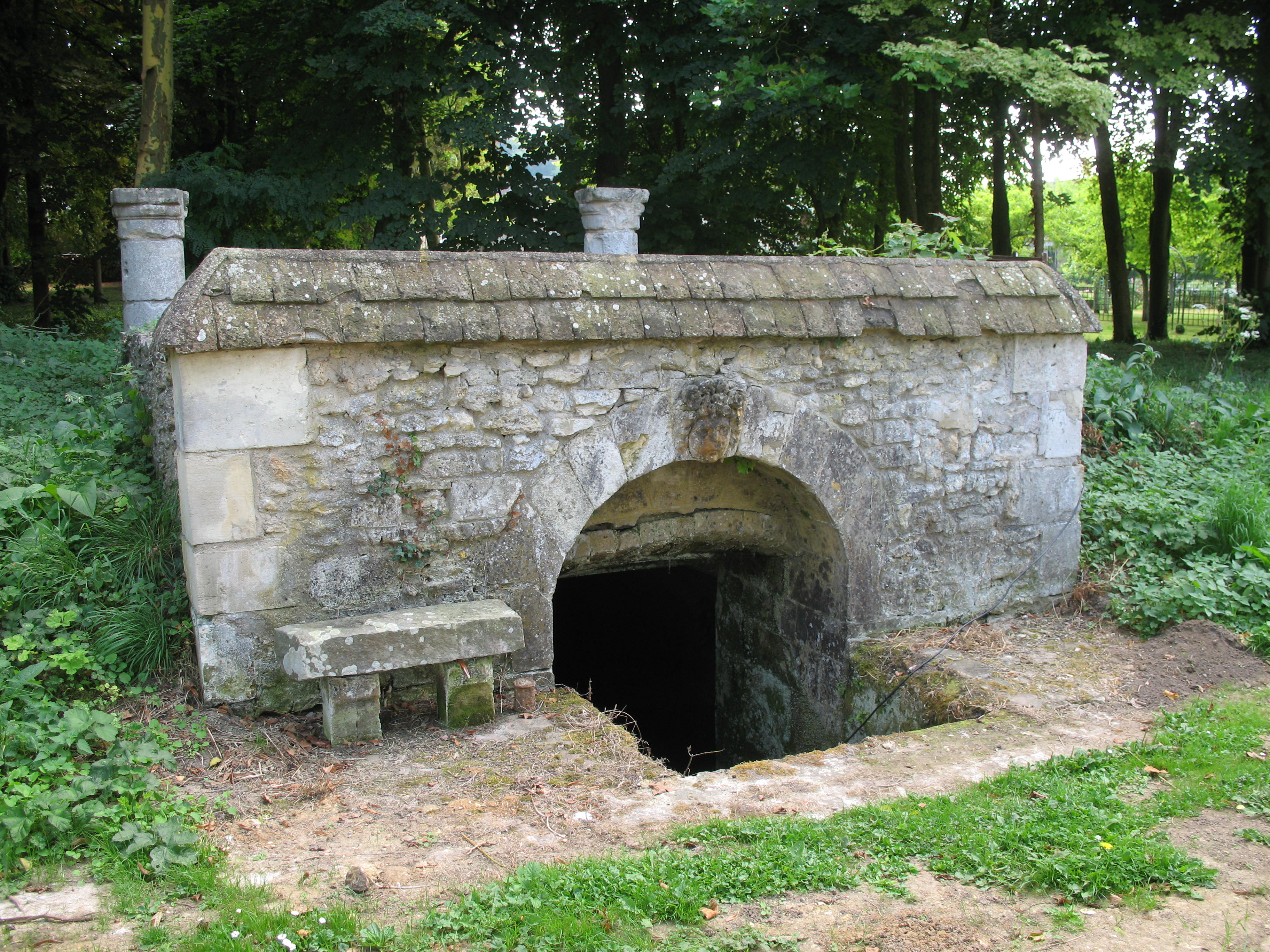
La glacière
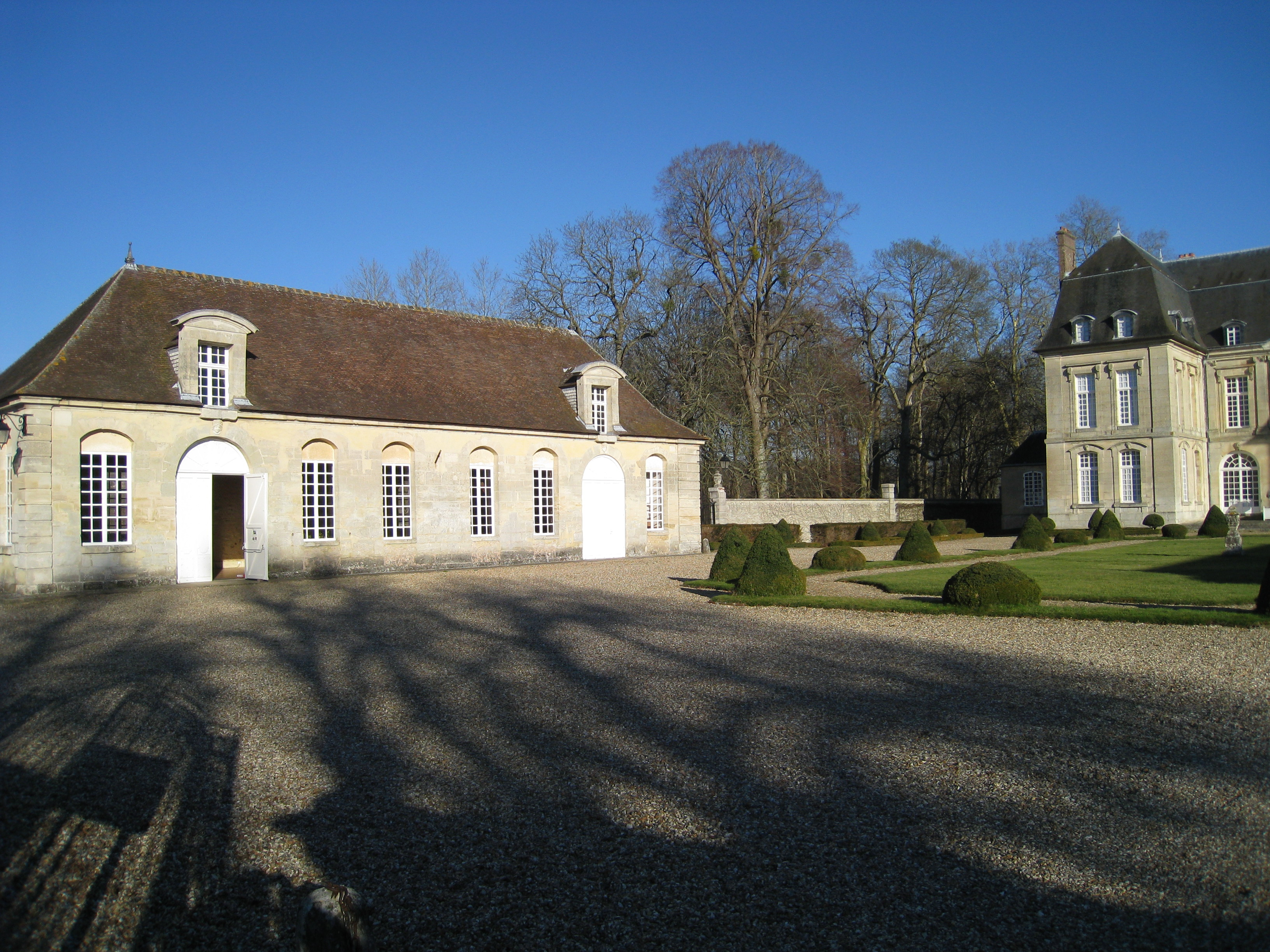
À gauche, l'orangerie
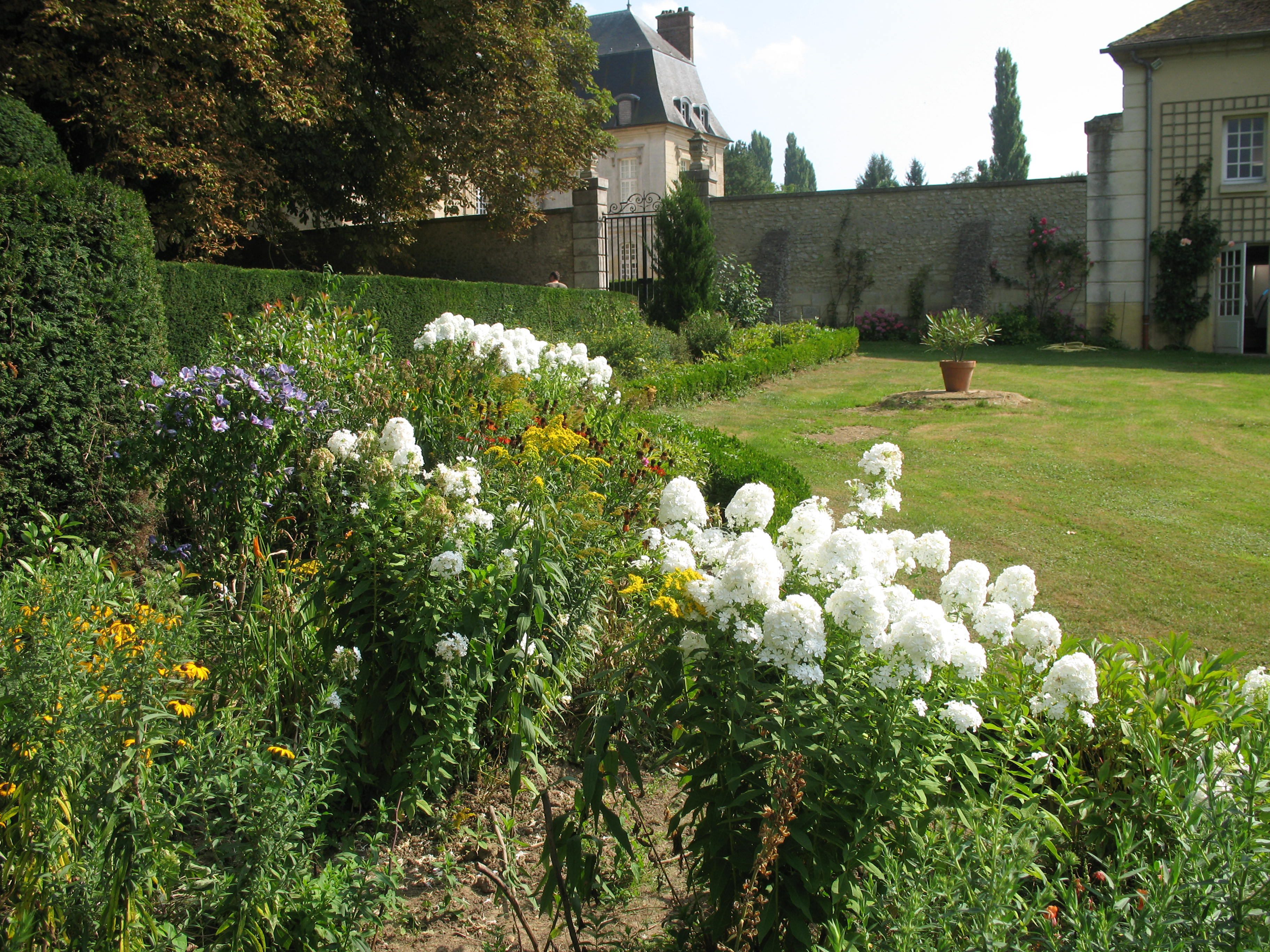
À droite, l'orangerie